# Patronyme syriaque
Les patronymes syriaques sont des noms de famille qui viennent de la langue syriaque, parlée par les chrétiens d'Orient. Ils montrent l’histoire, la foi et la culture des communautés syriaques en Turquie, Syrie, Irak et Liban. Certains noms viennent de titres religieux, de prénoms bibliques ou de noms de lieux. Ces noms de famille ont commencé à apparaître entre le 17e et le 19e siècle, quand l’Empire ottoman a demandé aux gens de s’enregistrer officiellement pour les impôts, le service militaire ou les documents d’état civil.
Liste des patronymes syriaques :
A
Abouna — « Notre père », titre sacerdotal (Irak, Turquie)
Abboud — « Abdallah » ou « Abba » (Irak, Liban)
Ashiq — « Amant » ou « passionné » (Irak, Syrie)
Aly — « Ali » (Irak, Liban)
Abrohom — « Abraham » (Irak, Liban)
Agha — « Seigneur » ou « maître » (Turquie, Syrie)
Aghajan — « Maître noble » (Turquie)
Ahram — Nom d’origine biblique (Irak, Syrie)
Audo — Nom d’évêques syriaques (Irak, Turquie)
Awgin — Saint moine syriaque (Irak, Turquie)
Atto — « Père » ou « chef » (Irak, Turquie)
Aho — « Frère » ou « mon frère » (Irak, Turquie)
Ashuraya — « Assyrien » (Irak)
Aziz / Azizi — « Saint » ou « cher » (Irak, Liban)
Assaf — « Gardien » ou « protecteur » (Irak, Syrie)
Anis — « Ami fidèle » (Irak, Liban)
Awraham — Variante d’Abraham (Irak, Liban)
Abel — « Souffle » ou « fils » (Irak, Syrie)
B
Bar Abba — « Fils du père » (Irak, Syrie)
Bar Disho — « Fils de Jésus » (Irak, Syrie)
Bar Ebraya — « Fils de l’Hébreu » (Irak, Syrie)
Barsoum / Barsam — « Fils du jeûneur » (Irak, Syrie)
Behnoud — « Behnam » (Irak)
Barak — « Bénédiction » (Irak, Liban)
Brikhta — « Bénie » (Irak, Syrie)
Bashira — « Heureuse » (Irak, Syrie)
Barkho — « Bénédiction » (Irak, Liban)
Barmada — « Fille de la ville » (Irak, Syrie)
Binyamin — « Benjamin » (Irak, Liban)
Baz — Famille noble syriaque (Turquie)
Bar Salibi — Nom d’un commentateur biblique syriaque (Irak)
Barsaumo — Saint vénéré (Irak)
Basima — « Sourire » (Irak, Syrie)
Basri — « Originaire de Bassorah » (Irak)
Barmo — « Fils de l’eau » (Irak, Syrie)
Behnan / Behnam — « Beau nom » ou « nom glorieux » (Irak)
Bashir — « Porteur de bonnes nouvelles » (Irak, Liban)
Boulos — « Paul » (Irak, Liban)
Bashar — « Porteur de bonnes nouvelles » (Irak, Liban)
Baro — « Fils » (Irak, Syrie)
Bashoy — Dérivé de « Basileus », roi ou souverain (Irak)
Bahnam — « Celui qui porte un bon nom » (Irak)
Bazina — « Petit corbeau » (Irak, Syrie)
C
Challo — Nom de clan de Tur Abdin (Turquie)
Cherfane — « Noble » (Irak, Syrie)
Chamoun — « Simon » (Irak, Liban)
Choukrallah — « Merci à Dieu » (Irak, Liban)
Chaldo — « Chaldéen » (Irak)
Camil — « Parfait » (Irak, Liban)
D
Dayroyo — « Moine » (Irak, Turquie)
Dabbaho — « Boucher » ou « celui qui tue » (Irak, Syrie)
Dawid — « David » (Irak, Liban)
Danyel — « Daniel » (Irak, Liban)
Dinah — « Jugée » ou « justice » (Irak, Syrie)
Dinkha — « Paix » (Irak, Turquie)
Dalia — « Branche » ou « douce » (Irak, Syrie)
Diba — « Parole » ou « discours » (Irak, Syrie)
Damien — « Dompteur » (Irak)
Diala — « Fleuve » (Irak, Syrie)
Daro — « Riche » (Irak, Syrie)
Doma — « Domestique » (Irak)
E
Esho — « Jésus » (Irak, Turquie)
Eskander — « Alexandre » (Irak, Liban)
Elias — « Élie » (Irak, Syrie)
Emmanuel — « Dieu avec nous » (Irak, Liban)
Estephan — « Étienne » (Irak, Liban)
Efraim — « Fertile » (Irak, Syrie)
Ezra — « Aide » (Irak, Syrie)
F
Farid — « Unique » ou « précieux » (Irak, Liban)
Fadel — « Vertu » ou « généreux » (Irak, Liban)
Fares — « Cavalier » (Irak, Syrie)
Farhat — « Joie » (Irak, Syrie)
Fakhri — « Honorable » (Irak, Liban)
Fadi — « Sauveur » (Irak, Syrie)
Farouq — « Celui qui distingue le vrai du faux » (Irak, Syrie)
Feras — « Chevalier » (Irak, Syrie)
G
Gewargis / Giwargis — « Georges » (Irak, Turquie)
Gabriel — « Force de Dieu » (Irak, Liban)
Gilda — « Joie » (Irak, Syrie)
Gabo — Diminutif de Gabriel (Irak, Liban)
Ghazala — « Gazelle » (Irak, Syrie)
Guryel — « Uriel » (Irak, Liban)
Gorgis — Variante de Georges (Irak)
Ginan — « Paradis » (Irak, Syrie)
H
Hanna — « Jean » (Irak, Syrie)
Hanina — « Compatissant » (Irak, Syrie)
Harb — « Guerre » ou « combattant » (Irak, Syrie)
Haroon — « Aaron » (Irak, Liban)
Halef — « Remplaçant » ou « successeur » (Irak, Syrie)
Hanoon — « Compatissant » (Irak, Syrie)
Habib — « Bien-aimé » (Irak, Liban)
Hermiz / Hormizd — Nom de saints et de rois perses chrétiens (Irak, Iran)
Hassoun — « Faucon » (Irak, Syrie)
Haddad — « Forgeron » (Irak, Syrie)
Hadi — « Guide » (Irak, Syrie)
Haykal — « Temple » (Irak, Syrie)
Hisham — « Généreux » (Irak, Liban)
I
Iskander — « Alexandre » (Irak, Liban)
Isho — « Jésus » (Irak, Turquie)
Isho’yab — « Jésus donne » (Irak, Turquie)
Ishaq — « Isaac » (Irak, Syrie)
Iyad — « Soutien » ou « force » (Irak, Syrie)
Ishmael — « Ismaël » (Irak, Syrie)
Ilyas — « Élie » (Irak, Syrie)
Iskafi — « Cordonnier » (Irak)
Ido — Nom personnel (Irak)
Isaiah / Ishaya — « Isaïe » (Irak, Syrie)
Ignace — « Ardent » (Irak, Syrie)
Issa — « Jésus » (Irak, Syrie)
J
Jakob — « Jacob » (Irak, Syrie)
Jaldo — Nom de clan (Turquie)
Jajo / Jajoq — Diminutif affectueux (Irak, Turquie)
Jabbour — « Réparer » ou « forcer » (Irak, Syrie)
Jamil — « Beau » ou « charmant » (Irak, Liban)
Jisho — « Sauvé » ou « délivré » (Irak, Turquie)
Jirjis — Variante de Georges (Irak, Syrie)
K
Khoshaba — « Dimanche », jour de naissance ou baptême (Irak, Turquie)
Khamorro — « Âne » (Irak, Syrie)
Khamis — « Cinquième » (Irak, Syrie)
Kourieh — « Seigneur », titre honorifique (Irak, Syrie)
Kanno — « Fidèle » ou nom tribal (Irak, Turquie)
Kasho — « Prêtre » (Irak, Turquie)
Karam / Karim — « Générosité » (Irak, Liban)
Kaldo — « Chaldéen » (Irak)
Kiraz — « Cerise » (Irak, Syrie)
Kalil — « Ami » (Irak, Syrie)
Kassem — « Partageur » (Irak, Syrie)
L
Lazar — « Lazare » (Irak, Liban)
Lawa — « Lion » (Irak, Syrie)
Lisho — Variante de Esho / Jésus (Irak, Turquie)
Lamia — « Brillant » (Irak, Syrie)
M
Maryam — « Marie » (Irak, Syrie)
Martha — « Maîtresse de maison » (Irak, Syrie)
Malké / Malko — « Roi » (Irak, Syrie)
Mahdokht — « Fille de la lune » (Irak)
Mazloum — « Opprimé » (Irak, Syrie)
Marouf — « Connu » ou « célèbre » (Irak, Syrie)
Malkoun — « Petit roi » (Irak, Syrie)
Maroun — « Maronite » (Liban)
Mansour — « Victorieux » (Irak, Liban)
Maqdassi — « Le saint » ou « consacré » (Irak)
Mardini — « Originaire de Mardin » (Tur Abdin, Turquie)
Mosuli — « Originaire de Mossoul » (Irak)
Mikhail — « Michel » (Irak, Liban)
Matta / Mattai — « Matthieu » (Irak, Syrie)
Mar Shimun — Titre épiscopal, parfois utilisé comme nom (Irak)
Moshe — « Moïse » (Irak, Liban)
Marcel — « Petit guerrier » (Irak, Liban)
Maher — « Habile » (Irak, Syrie)
Mati — « Don » (Irak, Syrie)
N
Nisan — Mois de printemps, aussi prénom (Irak, Syrie)
Naayem — « Doux » ou « agréable » (Irak, Syrie)
Naaman — « Beau » ou « agréable » (Irak, Syrie)
Nimrod — Personnage biblique (Irak)
Nouri — « Lumière » (Irak, Syrie)
Nasha — « Homme » (Irak, Syrie)
Nashif — « Sec » (Irak, Syrie)
Naoum — « Consolateur » (Irak, Syrie)
Nishan — « Signe » (Irak, Syrie)
Nooh — « Noé » (Irak, Syrie)
Nasser — « Victorieux » (Irak, Syrie)
Nehme — « Consolation » (Irak, Syrie)
O
Omar — « Vie » ou « Longévité » (Syrie, Irak, Liban »
Oshana — « Annas » ou « Hosanna » (Irak, Syrie)
Oraham — « Abraham » (Irak, Syrie)
Ohan — Variante arménienne proche (Irak)
P
Paulos — « Paul » (Irak, Liban)
Palakh — « Serviteur » ou « adorateur » (Irak)
Piro — « Feu » (Irak, Syrie)
Peter — « Pierre » (Irak, Liban)
Q
Qashisho / Qasha — « Prêtre » (Irak, Turquie)
Qato — Nom familial (Irak)
R
Raban — « Notre maître », titre honorifique (Turquie)
Rabboula / Rabo — « Grand » ou « maître » (Irak)
Rima — « Antilope » ou « beauté » (Irak, Syrie)
Rizk — « Providence » ou « bénédiction » (Irak, Liban)
Rizkallah — « Grâce de Dieu » (Irak, Liban)
Rassam — « Artiste » ou « sculpteur » (Irak, Syrie)
Rahme — « Miséricorde » (Irak, Syrie)
Rihmo — « Amour » ou « compassion » (Irak, Syrie)
Rifo / Rifoël — « Raphaël » (Irak, Syrie)
Rashid — « Guide » ou « bien guidé » (Irak, Syrie)
Rasho — « Étoile » (Irak, Syrie)
S
Saliba — « Croix » (Irak, Liban)
Salim — « Paisible » (Irak, Liban)
Sleiman — « Pacifique » (Irak, Liban)
Sarah — « Princesse » (Irak, Syrie)
Shamoun — « Simon » (Irak, Syrie)
Sohail — « Étoile brillante » (Irak, Syrie)
Suryani — « Syriaque » (Irak, Syrie)
Shabo — « Ancien » ou diminutif de Sabbat (Irak, Syrie)
Shlemon — « Salomon » (Irak, Syrie)
Sargon — « Roi légendaire » (Irak)
Sayfo — « Épée » (Irak, Syrie)
Saba — « Ancien » ou « sage » (Irak, Syrie)
T
Toma — « Thomas » (Irak, Syrie)
Tawil — « Grand » (Irak, Syrie)
Toma / Tomaq — « Jumeau » (Irak, Syrie)
Toma — « Le jumeau » (Irak, Syrie)
Tawfiq — « Succès » (Irak, Syrie)
Tuma — Variante de Thomas (Irak)
U
Uriel — « Lumière de Dieu » (Irak, Syrie)
Usama — « Lion » (Irak, Syrie)
V
Vartan — Nom arménien courant, utilisé aussi par certains chrétiens syriaques (Irak, Arménie)
Varghese — « Georges » en syriaque malabar (Irak, Inde)
W
Warda — « Rose » (Irak, Syrie)
Wahib — « Donneur » (Irak, Syrie)
Y
Yacoub — « Jacob » (Irak, Syrie)
Yohanna — « Jean » (Irak, Syrie)
Yonan — « Jonas » (Irak, Syrie)
Yoseph — « Joseph » (Irak, Syrie)
Yohann — « Jean » (Irak, Syrie)
Z
Zakka — « Pur » ou « saint » (Irak, Syrie)
Zaya — « Vie » (Irak, Syrie)
Zakaria — « Zacharie » (Irak, Syrie)
Zalmo — « Homme » (Irak)
Zeno — Nom d’origine grecque adopté par certains (Irak, Syrie)